# Stanislav Tocauer
Stanislav Tocauer (6. března 1916 Praskolesy – 30. ledna 1969 Praha) byl český stíhací pilot v období druhé světové války.

## Život

### Před druhou světovou válkou
Stanislav Tocauer se narodil 6. března 1916 v Praskolesech na Berounsku. Postupně vychodil obecnou, měšťanskou a pokračovací školu. Během prezenční vojenské služby absolvoval poddůstojnickou školu v Milovicích, v roce 1938 pak pilotní školou, načež sloužil u Leteckého pluku 1 ve Kbelích.

### Druhá světová válka
Po německé okupaci opustil Stanislav Tocauer v roce 1940 ilegálně Protektorát Čechy a Morava a odešel do Maďarsko do Jugoslávie, kde se přihlásil do Československé armády v zahraničí. Následně se dostal do Spojeného království, kde byl zařazen do dělostřeleckého pluku. V roce 1941 došlo k jeho přeložení k letectvu a poté vstupu do Royal Air Force. Po výcviku na tamní letecké technice byl v roce 1942 zařazen do 312. československé stíhací perutě, ve které se zapojil do bojů druhé světové války. Mj. se zúčastnil leteckého krytí nájezdu na Dieppe. V listopadu 1943 byl zařazen k 310. československé stíhací peruti, odkud byl v lednu následujícího roku uvolněn z důvodu přesunu do Sovětského svazu. Zde sloužil v První československém samostatném stíhacím leteckém pluku. Zúčastnil se Slovenského národního povstání, během kterého havaroval na letišti Zolná a musel být po zranění evakuován. Po rekonvalescenci se na jaře 1945 stal příslušníkem Druhého československého stíhacího leteckého pluku, ale do bojů již nezasáhl.

### Po druhé světové válce
Po ukončení druhé světové války sloužil Stanislav Tocauer jako důstojník letky pro navigaci 1. letecké divize. Žil v Praze, kde rovněž 30. ledna 1969 zemřel.

## Ocenění

### Vyznamenání včetně in memoriam
- 2x Československá medaile Za chrabrost před nepřítelem
- 3x Československý válečný kříž 1939
- Československá medaile za zásluhy I. stupně
- Záslužný kříž ministra obrany České republiky I. stupně
- Řád Slovenského národního povstání II. třídy
- Hvězda 1939–1945
- Válečná medaile 1939–1945

### Povýšení in memoriam
- Stanislav Tocauer byl in memoriam povýšen do hodnosti do hodnosti plukovníka